# Beștepe
Beștepe è un comune della Romania di 1 991 abitanti, ubicato nel distretto di Tulcea, nella regione storica della Dobrugia. 
Il comune è formato dall'unione di 3 villaggi: Băltenii de Jos, Băltenii de Sus, Beștepe.
Beștepe è divenuto comune autonomo nel 2003, staccandosi dal comune di Mahmudia.